# Oncorhynchus
Oncorhynchus je rod lososovitých ryb, jehož příslušníci jsou nazývání pacifičtí pstruzi nebo pacifičtí lososi.

## Rozšíření
Lososi a pstruzi z rodu Onchorhynchus pocházejí z přítoků severního Tichého oceánu, přičemž jejich původní areály sahají od pobřeží Beringova moře na jih až po Tchaj‑wan na západě a Mexiko na východě, ačkoli většina z nich je rozšířena ve vysokohorských oblastech od ruského Dálného východu po severozápadní Pacifik. V Severní Americe se některé poddruhy pstruha žlutohrdlého staly vnitrozemskými populacemi v endorheických vodách ve Skalnatých horách a Velké pánvi, zatímco jiné překročily kontinentální rozvodí, aby osídlily Rio Grande a západní přítoky řeky Mississippi, které obě ústí do Mexického zálivu. Několik druhů Oncorhynchus, jako je pstruh duhový, bylo zavlečeno do nepůvodních vod po celém světě a vytvořilo soběstačné divoké populace.

## Druhy
- Oncorhynchus aguabonita (Jordan, 1892) – pstruh aguabonita
- Oncorhynchus apache (Miller, 1972) – pstruh apačský
- Oncorhynchus chrysogaster (Needham & Gard, 1964) – pstruh mexický
- Oncorhynchus clarkii (Richardson, 1836) – pstruh žlutohrdlý
- Oncorhynchus gilae (Miller, 1950) – pstruh gilský
- Oncorhynchus gorbuscha (Walbaum, 1792) – losos gorbuša
- Oncorhynchus gorbuschka Glubokovsky & Zhivotovsky, 2024 – losos gorbuška
- Oncorhynchus iwame Kimura & Nakamura, 1961 – pstruh iwame
- Oncorhynchus kawamurae Jordan & McGregor, 1925 – pstruh kawamurae
- Oncorhynchus keta (Walbaum, 1792) – losos keta
- Oncorhynchus kisutch (Walbaum, 1792) – losos kisuč
- Oncorhynchus masou (Brevoort, 1856) – losos masu
- Oncorhynchus mykiss (Walbaum, 1792) – pstruh duhový
- Oncorhynchus nerka (Walbaum, 1792) – losos nerka
- Oncorhynchus penshinensis (Pallas 1814)
- Oncorhynchus rastrosus (Cavender & Miller, 1972) †
- Oncorhynchus rhodurus Jordan & McGregor, 1925
- Oncorhynchus tshawytscha (Walbaum, 1792) – losos čavyča